# Manuel Álvarez Jiménez
Manuel Álvarez Jiménez (23 de maig de 1928) és un exfutbolista xilè.

## Selecció de Xile
Va formar part de l'equip xilè a la Copa del Món de 1950.